# Kedungrejo (Tunjungan)
Kedungrejo is een bestuurslaag in het regentschap Blora van de provincie Midden-Java, Indonesië. Kedungrejo telt 2830 inwoners (volkstelling 2010).